# 本頓 (紐約州)
本頓（英語：Benton）是一個位於美國紐約州耶芝縣的鎮。

## 人口
根據2020年美國人口普查的數據，本頓的面積為115.09平方千米，當中陸地面積為107.41平方千米，而水域面積為7.68平方千米。當地共有人口2985人，而人口密度為每平方千米26人。